# منعش
المنعش (بالإنجليزية: Analeptic)‏، في الطب، هو منشط للجهاز العصبي المركزي. يشير مصطلح "منعش" عادة إلى المسكنات التنفسية (على سبيل المثال، دوكسابرام). المنعشات هي منشطات للجهاز العصبي المركزي والتي تشمل مجموعة واسعة من الأدوية المستخدمة لعلاج الاكتئاب، واضطراب نقص الانتباه واضطراب نقص الانتباه مع فرط النشاط، والاكتئاب التنفسي. يمكن أيضًا استخدام المنعشات كمخدرات، بجرعات منخفضة تجعل المرضى يعانون من زيادة الوعي والأرق والتنفس السريع. الاستخدام الطبي الأساسي لهذه الأدوية هو بمثابة أداة مخدرة للتعافي أو لعلاج اكتئاب الجهاز التنفسي في حالات الطوارئ. الأدوية الأخرى من هذه الفئة هي البريثكاميد، والبنتيلين تيترازول، والنيكثاميد. يتم الآن سحب نيكثاميد بسبب خطر التشنجات. تم استخدام المسكنات مؤخرًا لفهم علاج جرعة زائدة من الباربيتورات بشكل أفضل. ومن خلال استخدام العوامل، تمكن الباحثون من علاج تصلب العضلات ونقص التهوية.

## الاستخدام الطبي

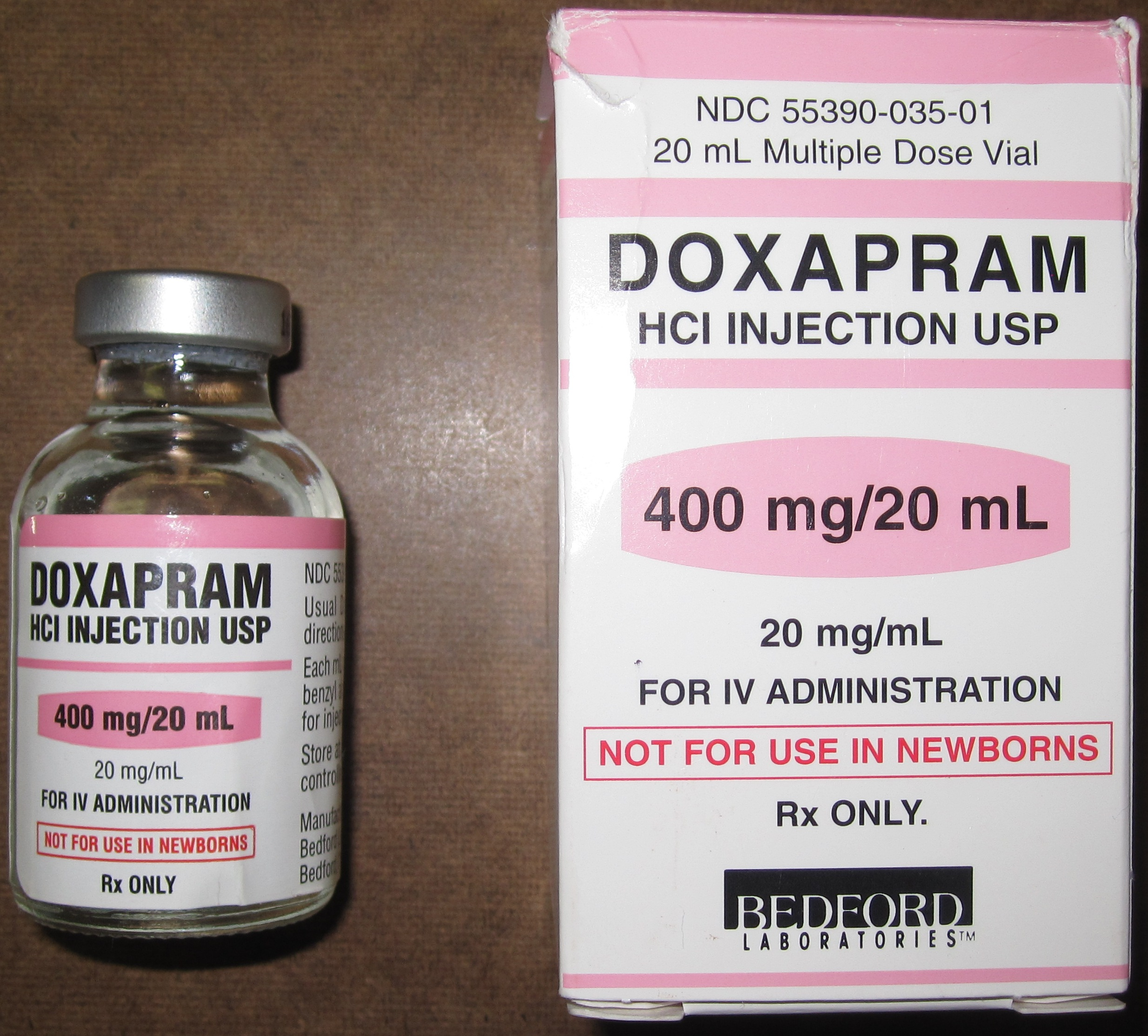
دوكسابرام

تم استخدام المنعشات عبر التاريخ لغرضين رئيسيين، مساعدة المرضى على التعافي من التخدير بشكل أكثر كفاءة ومعالجة ضيق التنفس وانقطاع التنفس، خاصة عند الرضع.

## دوكسابرام
دوكسابرام هو منشط للجهاز العصبي المركزي والجهاز التنفسي عن طريق الوريد يستخدم عادة لعلاج نقص التهوية الناجم عن التخدير أو مرض الانسداد الرئوي المزمن. ويمكن استخدامه أيضًا كعلاج لانقطاع التنفس عند الأطفال حديثي الولادة، ولكنه قد يكون خطيرًا، لذا يجب توخي الحذر. تم استخدام دوكسابرام لعلاج نقص التهوية عند تناول جرعات زائدة من المخدرات، ولكنه غير فعال للعديد من الأدوية. الآثار الجانبية للدوكسابرام نادرة، ولكن مع الجرعة الزائدة، ارتفاع ضغط الدم، عدم انتظام دقات القلب، الهزات، التشنج، وردود الفعل المفرطة قد شوهدت تحدث.